# Столична дирекция „Пожарна безопасност и защита на населението“
Столичната дирекция „Пожарна безопасност и защита на населението“ е звено от Главната дирекция „Пожарна безопасност и защита на населението“ на Министерството на вътрешните работи на България. Навършва 140 години от създаването си на 14 юли 2018 г.
Създадена е за борба с пожарите и защита на населението от бедствия и авария основно в София и близките населени места. Основната част е разположена на улица „Екзарх Йосиф“ № 46.

## История
През първите десетилетия на ХІХ век София има около 10-15 хил. население. Градът е изграден от едно и двуетажни дървени къщи. Той е оживен търговски център за продажба на добитък и кожи. Тук се намират най-големите работилници за сарашки изделия в Турската империя – хамути, конски седла, поводи, които се търгуват по целия Балкански полуостров.
София е известна с многобройните си минерални извори, но тогавашната водопроводна мрежа, доколкото я има, е в окаяно състояние и не работи.
На 16 април 1832 г., известната тогава Сюнгулар чаршия е обхваната от пламъци. Пожарът избухва в намиращи се в съседство обори и бързо обхваща 31 дюкяна, един хан с 5 кафенета, една хлебопекарна, 6 джамбазки обора, една турска и 7 еврейски къщи.
Разтревоженото население от околните махали се втурва по улиците, но не е в състояние с нищо да потуши огъня. Точно този ден в София е повреден главният водопровод и вода няма. Пожарът заплашва да обхване целия град.
По това време в София се намира поделение на Тимарските конни войски (турско кавалерийско опълчение). Самата операция се провежда с дълги железни куки. С тяхна помощ се събарят горящите сгради и от рухването им пожарът се потушава.
Признателните софиянци в специално писмо до Високата порта благодарят на войската за спасяването на града и молят да им се изпрати една толумба (водна помпа).
Из османските държавни архиви: ферман от 23.04.1832 г.:
| „ | “... Понеже от опит е установено, че вредите от подобен стихиен пожар винаги са бивали компенсирани чрез Божието благоволение, един голям град като София не би трябвало да остане без пожарна помпа. Поради това излязло е царско ираде да се набави една пожарна помпа с всичките ѝ принадлежности и да ви се изпрати, за да си служите, не дай Боже, при случай на пожар. Ето защо погрижете се да приготвите подходящо здание, гдето да се пази тая помпа.” | “ |

Началото на столичната пожарна е поставено през 1878 година, когато на 14 юли за първи път се създава организация в София от доброволци – пожарникари, съставена от градските жители по родове и съсловия. В протоколната книга на Софийския градски съвет от 1878 г., намираща се в Софийски държавен архив, е съхранен протоколът от 14 юли 1878 г., с който се регламентират създаването и действията на първата пожарна команда за града.

## Основни цели
Столична дирекция и районните служби за пожарна безопасност и защита на населението се грижат за повече от един милион души, които живеят, работят, учат, посещават или пътуват през София. Основна цел е да се направи София безопасно място за живот, за работа и за посещение. Следователно много от работата ни е фокусирана върху предотвратяването на инциденти и наранявания чрез обучение и информиране за правилата за безопасност. Нашият екип поставя особен акцент върху работата в тази насока с децата и младите хора, които са по-уязвими и изложени на риск.

## Ръководство
Столична дирекция „Пожарна безопасност и защита на населението“ е под прякото ръководство на Министъра на вътрешните работи и Директора на Главна дирекция „Пожарна безопасност и защита на населението“.
- Директор на Столична дирекция „Пожарна безопасност и защита на населението“ е старши комисар Веселин Гетов.
- Зам. директор на Столична дирекция „Пожарна безопасност и защита на населението“ е комисар Тошо Тошев.